# Robert Kerr (wetenschapper)
Robert Kerr  (Bughtridge, Graafschap Roxburghshire, Schotland, 20 oktober 1757 – Edinburgh, 11 oktober 1813) was een Schotse arts, schrijver en vertaler van wetenschappelijke publicaties.
Kerr was de zoon van een juwelier uit Bughtridge, die in Edinburgh woonde. Hij studeerde geneeskunde aan de Universiteit van Edinburgh en werd arts en chirurg aan het Foundling Hospital in die stad. Hij vertaalde diverse wetenschappelijke werken in het Engels, waaronder de Traité élémentaire de chimie van Antoine Lavoisier uit 1789. In 1792 vertaalde en bewerkte hij van Systema naturae van Carl Linnaeus de delen over zoogdieren en vogels, waarbij hij zelf ook beschrijvingen en namen van niet eerder benoemde dieren toevoegde. Het verscheen in twee delen onder de titel The Animal Kingdom. De geplande delen drie en vier zijn er nooit gekomen.
In 1794 kocht hij een papierfabriek in Ayton en gaf zijn werk als arts op om de fabriek te gaan beheren. Met deze onderneming verloor hij een groot deel van zijn vermogen. Uit financiële noodzaak begon hij in 1809 weer met schrijven, van onder meer minder belangrijke landbouwkundige publicaties. Zijn laatste werk is de vertaling van een werk van Georges Cuvier, Recherches sur les ossements fossiles de quadrupedes. Deze vertaling werd postuum gepubliceerd onder de titel Essays on the Theory of the Earth.
In 1788 werd hij Fellow of the Royal Society of Edinburgh.
- Gemeinsame Normdatei: 11751196X
- International Standard Name Identifier: 0000 0000 8387 7967
- Library of Congress Control Number: n86841455
- Nationale bibliotheek van Australië: 35268110
- Nationale Bibliotheek van Israël: 987007272883905171
- Nederlandse Thesaurus van Auteursnamen: 138752990
- LIBRIS: 351941
- SNAC: w6489j6j
- Trove: 890168
- Virtual International Authority File: 61898118
- WorldCat: E39PBJqVPYpjrfqFxKpJb76BT3